# La Part du diable (opéra-comique)
Pour les articles homonymes, voir La Part du Diable.

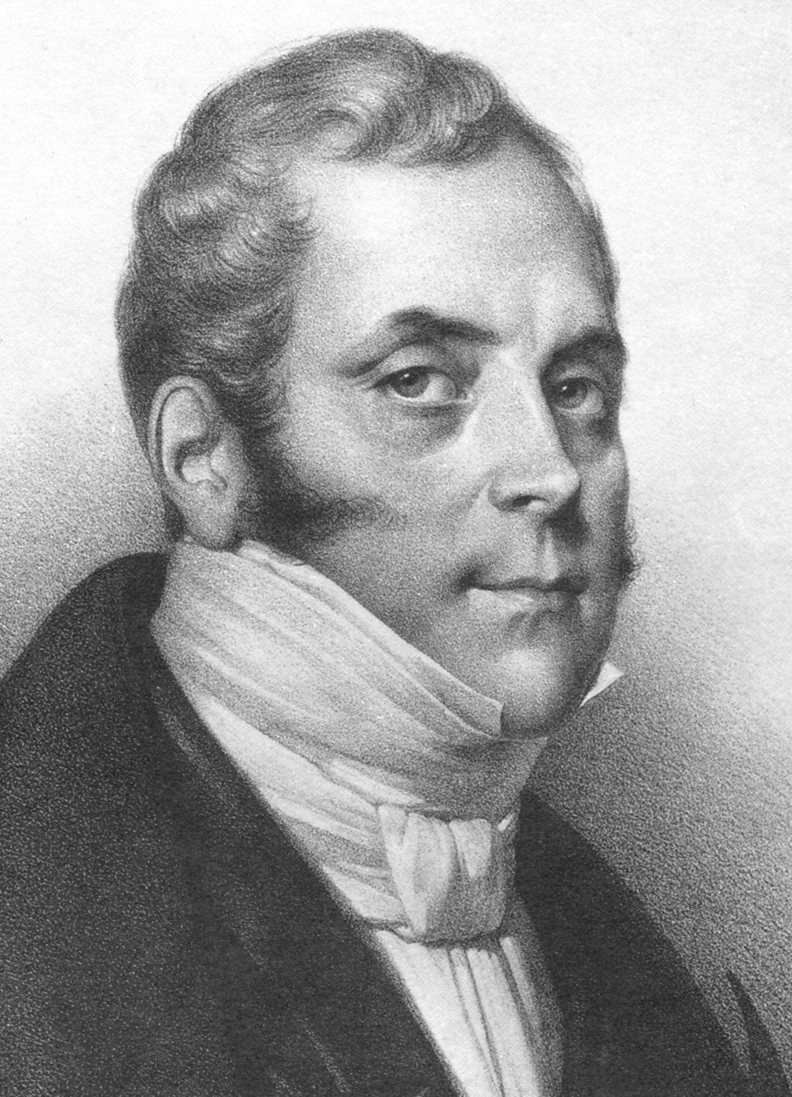
Daniel-François-Esprit Auber (1782-1871)

La Part du diable est un opéra-comique en trois actes de Daniel-François-Esprit Auber sur un livret d'Eugène Scribe, créé à l'Opéra-Comique de Paris le 16 janvier 1843. Il est librement inspiré d'un anecdote de la vie du chanteur Farinelli. 

## Personnages
| Rôle                      | Typologie vocale   | Distribution de la création (16 janvier 1843) |
| ------------------------- | ------------------ | --------------------------------------------- |
| Casilda                   | soprano            | Anna Thillon                                  |
| Carlo Broschi             | soprano (travesti) | Giovanna Rossi-Caccia                         |
| Rafaël d'Estuniga         | ténor              | Gustave-Hippolyte Roger                       |
| Ferdinando VI d'Espagne   | basse              | Grard                                         |
| Marie-Thérèse de Portugal | contralto          | Antoinette-Jeanne Révilly                     |
| Gil Vargas                | ténor              | Edmond-Jules Delaunay-Ricquier                |
| le comte Medrano          | basse              | Louis Palianti                                |
| Fray Antonio              | basse              | Victor                                        |

## Argument
Le ménestrel Carlo Broschi a caché sa sœur Casilda dans un couvent pour la protéger des machinations du clergé qui souhaite l'offrir en cadeau au roi Ferdinand VI d'Espagne. Celle-ci est amoureuse d'un cavalier inconnu - trop bien né pour avoir des intentions légitimes envers elle, de l'avis de Carlo. Carlo rencontre le roi, atteint de mélancolie et réussit à la [qui?] réconforter avec une chanson. En récompense, il est invité à la cour où il rencontre le soupirant de sa sœur, Rafaël de Estúñiga. Ce dernier est si découragé par sa passion contrariée qu'il est prêt à vendre son âme au diable. Carlo se présente à lui comme Satan, prêt à l'aider contre la moitié de ses biens. 

## Analyse
Farinelli avait en fait été engagé comme musicothérapeute du roi Philippe V, prédécesseur de Ferdinand.

## Source
- (en) Cet article est partiellement ou en totalité issu de l’article de Wikipédia en anglais intitulé « La part du diable » (voir la liste des auteurs).